# Stefanie Averbeck-Lietz
Stefanie Averbeck-Lietz (* 5. Januar 1967 in Rheine) ist eine deutsche Kommunikationswissenschaftlerin.

## Leben
Von 1986 bis 1997 studierte sie an der Universität Münster Publizistikwissenschaft, Romanistik, Politikwissenschaft. Nach der Promotion zum Dr. phil. 2000 und der Habilitation 2008 an der Universität Leipzig (Venia Legendi: Kommunikations- und Medienwissenschaft) wurde sie 2012 Universitätsprofessorin an der Universität Bremen. 2023 nahm sie den Ruf an die Universität Greifswald auf den Lehrstuhl für Kommunikationswissenschaft mit dem Schwerpunkt Kommunikationsethik an.
Zu ihren Forschungsschwerpunkten gehören Kommunikations- und Medienethik, Kommunikationsgeschichte, Kommunikationstheorien, Fach- und Theoriengeschichte der Kommunikationswissenschaft, transnationale Kommunikation sowie qualitative Methoden.
Frau Averbeck-Lietz ist seit 2016 Mitherausgeberin der 1975 von Alphons Silbermann gegründeten mehrsprachigen Fachzeitschrift Communications. The European Journal of Communication Research.

## Schriften (Auswahl)
- Kommunikation als Prozeß. Soziologische Perspektiven in der Zeitungswissenschaft 1927–1934. Münster 1999, ISBN 3-8258-3594-4.
- Kommunikationstheorien in Frankreich. Der epistemologische Diskurs der Sciences de l’information et de la communication 1975–2005. Berlin 2010.
- Kommunikationssoziologie. Die Mediatisierung der Gesellschaft und die Theoriebildung der Klassiker. Berlin 2015.